# Friederun
Friederun ist ein weiblicher Vorname. Im Mittelalter lautete die übliche Schreibweise Friderun, die heute ebenfalls verbreitet ist. Friderun und Frederun gehen auf den gleichen Namen zurück.

## Namensträgerinnen
- Friederun, Stammmutter des Hauses Waldeck
- Friederun Fessen (* 1930), Theologin, Mitglied des Ältestenrates der Partei Die Linke
- Fe Reichelt (1925–2023), geboren als Friederun Grimm, deutsche Tänzerin, Choreographin und Tanztherapeutin
- Friederun Freifrau von Hammerstein, deutsche Adelige
- Friederun Köhnen (* 1942), deutsche Köchin und Unternehmerin
- Friederun Pleterski (* 1948), österreichische Sachbuch- und Romanautorin sowie Journalistin
- Friederun Stockmann (1891–1973), deutsche Hundezüchterin und Autorin
- Greta Friederun Sykes (* 1944), deutsch-englische Schriftstellerin, Feministin und Kinderpsychologin